# Amortyzacja
Amortyzacja – w prawie bilansowym i podatkowym oznacza koszt związany ze stopniowym zużywaniem się środków trwałych oraz wartości niematerialnych i prawnych. Amortyzacja jest kosztem, który nie wiąże się z wypływem środków pieniężnych. Z amortyzacją łączy się pojęcie umorzenia.
Umorzenie to wyrażone wartościowo zużycie środka trwałego (wartości niematerialnej i prawnej) od początku jego używania. Umorzenie, to inaczej zakumulowana (zsumowana) dotychczasowa amortyzacja. Przykładowo: środek trwały ma wartość początkową 6000 zł. Amortyzacja w pierwszym roku użytkowania środka trwałego wyniosła 1200 zł, w drugim również 1200 zł. Umorzenie środka trwałego po dwóch latach użytkowania wynosi 2400 zł.
Według ustawy o rachunkowości środkami trwałymi są: rzeczowe aktywa trwałe i zrównane z nimi, o przewidywanym okresie ekonomicznej użyteczności dłuższym niż rok, kompletne, zdatne do użytku i przeznaczone na potrzeby jednostki (do prowadzenia działalności operacyjnej). W szczególności zalicza się do nich:
- nieruchomości – w tym grunty, prawo użytkowania wieczystego gruntu, budowle i budynki, a także będące odrębną własnością lokale, spółdzielcze własnościowe prawo do lokalu mieszkalnego oraz spółdzielcze prawo do lokalu użytkowego;
- maszyny, urządzenia, środki transportu i inne rzeczy;
- ulepszenia w obcych środkach trwałych;
- inwentarz żywy.

Zaliczenie lub niezaliczenie składnika majątku do środków trwałych nie jest wyznaczone przez jego wartość.
Oprócz środków trwałych amortyzuje się również wartości niematerialne i prawne, czyli niepieniężne, niemające postaci fizycznej, możliwe do zidentyfikowania aktywa trwałe, używane w celu wykorzystania w procesie produkcyjnym, dostawach towarów i świadczeniu usług, czyli do prowadzenia działalności operacyjnej, niebędące aktywami inwestycyjnymi (np. oprogramowanie komputerowe, koszty prac rozwojowych, licencje, patenty, wzory towarowe, wartość firmy itp.).
Ustawa z dnia 29 października 2021 roku o zmianie ustawy o podatku dochodowym od osób fizycznych, ustawy o podatku dochodowym od osób prawnych oraz niektórych innych ustaw (Dz.U. z 2021 r. poz. 2105, z późn. zm.) wprowadza brak możliwości amortyzacji:
- budynków mieszkalnych wraz ze znajdującymi się w nich dźwigami,
- lokali mieszkalnych stanowiących odrębną nieruchomość,
- spółdzielczego własnościowego prawa do lokalu mieszkalnego, oraz
- prawa do domu jednorodzinnego w spółdzielni mieszkaniowej.

Wykluczenia z ustawy dotyczą budynków i lokali służących prowadzonej działalności gospodarczej lub wydzierżawianych albo wynajmowanych na podstawie umowy.

## Amortyzacja w prawie bilansowym
Prawo bilansowe podchodzi nieco inaczej do niektórych kwestii związanych z amortyzacją niż prawo podatkowe. Różnice dotyczą m.in. momentu rozpoczęcia odpisów amortyzacyjnych, wyłączeń z amortyzacji, stawek i metod amortyzacji. Według prawa bilansowego amortyzuje się składniki rzeczowych aktywów trwałych i wartości niematerialnych i prawnych, nie wcześniej niż w momencie oddania ich do użytkowania. Nie amortyzuje się zatem np. środków trwałych będących w budowie.
Przykład: Jednostka gospodarcza zakupiła maszynę. Maszyna musi zostać zainstalowana. Dopiero po zakończeniu instalacji (oddaniu do użytkowania) należy rozpocząć amortyzowanie tego środka trwałego.

## Amortyzacja w prawie podatkowym
Według prawa podatkowego amortyzację trzeba rozpocząć pierwszego dnia miesiąca, następującego po miesiącu, w którym składnik wprowadzono do ewidencji. Środki trwałe wprowadza się do ewidencji najpóźniej w miesiącu przekazania ich do używania. Od tej zasady istnieją jednak w prawie podatkowym odstępstwa.
Środek trwały i wartość niematerialną i prawną amortyzuje się do momentu, gdy ich umorzenie:
- zrówna się z wartością początkową pomniejszoną w niektórych przypadkach o przewidywaną wartość odzyskiwalną,
- składnik majątku zostanie sprzedany, oddany,
- z innych powodów wycofany z użytkowania.

Zgodnie z prawem bilansowym nie amortyzuje się gruntów, chyba że służą one wydobyciu kopalin metodą odkrywkową. Przepisy podatkowe nie pozwalają amortyzować nie tylko gruntów, ale także np. prawa wieczystego użytkowania gruntów.
Ustawa o rachunkowości daje jednostkom swobodę w wyborze metod amortyzacji. Określa jedynie, że przy ustalaniu okresu amortyzacji i rocznej stawki amortyzacyjnej należy uwzględnić okres ekonomicznej użyteczności środka trwałego, na który mają wpływ poniższe czynniki:
- liczba zmian, na których pracuje środek trwały,
- tempo postępu techniczno-ekonomicznego,
- wydajność środka trwałego mierzona liczbą godzin jego pracy lub liczbą wytworzonych produktów albo innym właściwym miernikiem,
- prawne lub inne ograniczenia czasu używania środka trwałego,
- przewidywana przy likwidacji cena sprzedaży netto istotnej pozostałości środka trwałego.

Przepisy ustawy o podatku dochodowym od osób prawnych oraz ustawy o podatku dochodowym od osób fizycznych wskazują sytuacje, kiedy powinno mieć miejsce:
- zastosowanie stawek amortyzacyjnych, które zostały określone w wykazie rocznych stawek zwanym dalej „wykazem stawek” w tym także:
- zastosowanie stawek amortyzacyjnych, które są określone w „wykazie stawek” – podwyższone, zastosowanie współczynników określonych w ustawach,
- zastosowanie stawek obniżonych w stosunku do tych określonych w „wykazie stawek”,
- zastosowanie stawek ustalanych indywidualnie,
- zastosowanie metody degresywnej – malejących stawek w poszczególnych latach podatkowych,
- zastosowanie metody „jednorazowego odpisu dla małych i rozpoczynających działalność podatników”.

Podatnicy mogą nie dokonywać odpisów amortyzacyjnych od środków trwałych i wartości niematerialnych i prawnych, których wartość początkowa nie przekracza 3500 zł netto- do końca 2017 i 10000 zł netto – od 2018 roku; Ustawa o rachunkowości zezwala również na odpisy grupowe, lub jednorazowe, nie podając jednakże górnej granicy wartości początkowej środka.
Podstawowe stawki amortyzacyjne pochodzą z wykazu rocznych stawek amortyzacyjnych. Istnieje 10 podstawowych stawek amortyzacyjnych. Są to kolejno: 1,5%, 2,5%, 4,5%, 7%, 10%, 14%, 18%, 20%, 25%, 30%.
Odpis amortyzacyjny może być dokonany raz w okresie sprawozdawczym za cały okres sprawozdawczy przed dniem bilansowym. Jednak większość jednostek dokonuje odpisów częściej: raz na miesiąc czy raz na kwartał. W ustawach o podatku dochodowym częstotliwość dokonywania odpisów amortyzacyjnych nie odbiega od tych ujętych w ustawie o rachunkowości.